# Chipping Norton Castle
Chipping Norton Castle är ett slott i Storbritannien.   Det ligger i grevskapet Oxfordshire och riksdelen England, i den södra delen av landet, 110 km väster om huvudstaden London. Chipping Norton Castle ligger 173 meter över havet.
Terrängen runt Chipping Norton Castle är platt. Runt Chipping Norton Castle är det ganska tätbefolkat, med 139 invånare per kvadratkilometer. Närmaste större samhälle är Banbury, 19,4 km nordost om Chipping Norton Castle. Trakten runt Chipping Norton Castle består till största delen av jordbruksmark.